# Sempidi
Sempidi is een bestuurslaag in het regentschap Badung van de provincie Bali, Indonesië. Sempidi telt 7518 inwoners (volkstelling 2010).